# مايك جينوفيز
مايك جينوفيز (بالإنجليزية: Mike Genovese)‏ هو ممثل أمريكي، ولد في 26 أبريل 1942 بسانت لويس في الولايات المتحدة.

## وصلات خارجية
- مايك جينوفيز على موقع IMDb (الإنجليزية)
- مايك جينوفيز على موقع ديسكوغز (الإنجليزية)
- مايك جينوفيز على موقع قاعدة بيانات الفيلم (الإنجليزية)